# Jens Winther
Jens Winther (ur. 25 grudnia 1938 roku) – duński kierowca wyścigowy.

## Kariera
Winther rozpoczął karierę w wyścigach samochodowych w 1972 roku od startów w German Racing Championship, gdzie jednak nie zdobywał punktów. W późniejszych latach Duńczyk pojawiał się także w stawce World Championship for Drivers and Makes, FIA World Endurance Championship, European Endurance Championship, World Sports-Prototype Championship, 24-godzinnego wyścigu Le Mans oraz World Touring Car Championship.